# Speedski-Weltcup 2016
Der Speedski-Weltcup 2016 begann am 4. März 2016 in Sun Peaks und endete am 10. April 2016 in Idre. Den Gesamtweltcup bei den Männern gewann der Italiener Simone Origone. Bei den Frauen war die Italienerin Valentina Greggio erfolgreich.

## Weltcupwertung
| Rang | Athlet               | Punkte |
| ---- | -------------------- | ------ |
| 1    | Simone Origone       | 560    |
| 2    | Ivan Origone         | 465    |
| 3    | Klaus Schrottshammer | 325    |
| 4    | Manuel Kramer        | 303    |
| 5    | Reto Eigenmann       | 175    |
| 6    | Jan Farrell          | 168    |
| 7    | Christian Jansson    | 160    |
| 8    | Simon Leitner        | 157    |
| 9    | Casper Brostrand     | 152    |
| 10   | Philippe May         | 120    |

| Rang | Athletin               | Punkte |
| ---- | ---------------------- | ------ |
| 1    | Valentina Greggio      | 700    |
| 2    | Lisa Hovland-Udén      | 340    |
| 3    | Célia Martinez         | 280    |
| 4    | Hanna Matslofva        | 245    |
| 5    | Seraina Murk           | 175    |
| 6    | Teria-Jo Davies        | 140    |
| 6    | Sarah McDiarmid        | 140    |
| 8    | Linda Baginski         | 135    |
| 9    | Karine Dubouchet Revol | 60     |

## Podestplatzierungen Herren
| Datum          | Ort         | 1. Platz       | 2. Platz        | 3. Platz             |
| -------------- | ----------- | -------------- | --------------- | -------------------- |
| 4. März 2016   | Sun Peaks   | Ivan Origone   | Simone Origone  | Klaus Schrottshammer |
| 5. März 2016   | Sun Peaks   | Erik Backlund  | Michel Goumoëns | Lars Beskow          |
| 12. März 2016  | Grandvalira | Simone Origone | Ivan Origone    | Philippe May         |
| 13. März 2016  | Grandvalira | Ivan Origone   | Simone Origone  | Klaus Schrottshammer |
| 23. März 2016  | Vars        | Simone Origone | Ivan Origone    | Christian Jansson    |
| 9. April 2016  | Idre Fjäll  | Simone Origone | Manuel Kramer   | Ivan Origone         |
| 10. April 2016 | Idre Fjäll  | Simone Origone | Manuel Kramer   | Klaus Schrottshammer |

## Podestplatzierungen Damen
| Datum          | Ort         | 1. Platz          | 2. Platz          | 3. Platz               |
| -------------- | ----------- | ----------------- | ----------------- | ---------------------- |
| 4. März 2016   | Sun Peaks   | Valentina Greggio | Teria-Jo Davies   | Sarah McDiarmid        |
| 5. März 2016   | Sun Peaks   | Valentina Greggio | Sarah McDiarmid   | Teria-Jo Davies        |
| 12. März 2016  | Grandvalira | Valentina Greggio | Lisa Hovland-Udén | Célia Martinez         |
| 13. März 2016  | Grandvalira | Valentina Greggio | Lisa Hovland-Udén | Célia Martinez         |
| 23. März 2016  | Vars        | Valentina Greggio | Seraina Murk      | Karine Dubouchet Revol |
| 9. April 2016  | Idre Fjäll  | Valentina Greggio | Lisa Hovland-Udén | Hanna Matslofva        |
| 10. April 2016 | Idre Fjäll  | Valentina Greggio | Lisa Hovland-Udén | Célia Martinez         |